# Бронислава (блаженная)
Бронислава, до монашества — Бронислава Одровонж (пол. Bronisława) — католическая блаженная, монахиня женского монашеского ордена норбертанок. Покровительница Польского королевства, Опольской епархии и сирот.

## Биография
Бронислава родилась около 1200 года в семье Станислава Одровонжа Прандоты и Анны из рода Гриффитов-Яксов. Бронислава была родственницей доминиканца святого Яцека Одровонжа. В возрасте 16 лет Бронислава вступила в женский монашеский орден норбертанок, монастырь которых находился в Звежинце.
В 1241 году во время нападения татар на Краков Бронислава скрывалась в окрестностях населённого пункта Беляны. Позднее она ушла в отшельничество на холме Сикорник возле Кракова, где скончалась 29 августа 1259 года.

## Прославление
Вскоре после смерти Брониславы её почитание стало распространяться в Польше. 23 августа 1839 года Римский папа Григорий XVI причислил Брониславу к лику блаженных.
В иконографии блаженная Бронислава изображается в белом хабите с чёрным велоном. Часто изображается её видение, в котором она видит как Иисус Христос вводит святого Яцека Ондровонжа на небеса. Атрибутом блаженной Брониславы является лилия.
Мощи блаженной Брониславы хранятся в церкви норбертанок в Кракове.
День памяти в Католической церкви — 1 сентября.

## Память
- В Кракове возле кургана Костюшко находится часовня блаженной Брониславы.